# Floridsdorfer Athletiksport-Club
El Floridsdorfer Athletiksport-Club, també conegut com a Floridsdorfer AC o FAC, és un club de futbol austríac de la ciutat de Viena.

## Història
El club fou fundat el 20 d'agost de 1904 amb el nom Floridsdorfer AC. Fou la vintena esquadra de Viena afiliada a la Federació. El club visqué la seva millor etapa coincidint amb la Primera Guerra Mundial. Es proclamà campió de la primera edició (no oficial) de la Copa austríaca la temporada 1914-15, en vèncer el l'Admira Viena per 3-1. A la lliga, fou segon les temporades 1915-16, 1916-17. La temporada 1917-18 es proclamà campió nacional i tornà a guanyar la copa, edició que més tard fou invalidada per la Federació. Acabada la Guerra inicià un cert declivi. La temporada 1922-23 descendí a la Segona Divisió.
Durant aquests anys es produí la professionalització del futbol austríac. El 1925 el club torna a ascendir a la Primera Categoria, i malgrat romandre-hi diverses temporades, no assolí cap classificació d'honor. Aconseguí classificar-se per la Copa Mitropa de l'edició de 1934, on fou eliminat pel Ferencváros. En finalitzar la temporada 1937-38 descendí novament a la Segona Categoria del futbol austríac. Durant la Segona Guerra Mundial l'equip recuperà una certa competitivitat. El 1940 es fusionà amb l'SV Amateure FIAT i tres anys més tard fou segon a la Gauliga 1943-44, per darrere del First Vienna. En aquests anys debutà amb l'equip el més tard futbolista internacional Ernst Ocwirk. Acabada la Guerra, el Floridsdorfer romangué a la màxima divisió durant una dècada més, amb jugadors com Robert Dienst (307 gols amb el Rapid) i Otto Walzhofer, darrer internacional amb Àustria de l'equip l'any 1950. En acabar la temporada 1953-54 el club descendí a la Segona Divisió (Staatsliga B).
Les següents temporades el club compaginà la Wiener Stadtliga i la Regionalliga. L'any 1990 el club canvia el nom, adoptant FAC Viktoria Wien, en fusionar-se amb l'SV Groß Viktoria. El 1996-97 guanya el campionat de Viena ascendint a la Regionalliga, i l'estiu de 1997, recupera el seu nom original Floridsorfer Athletiksport-Club finalitzant la fusio amb el Groß Viktoria. La temporada 2003-04 baixa a la Wiener Stadtliga. Es fusiona amb el Fussballklub Old Formation-RAG Feibra esdevenint FAC OFR. El 18 de juny de 2007 es fusionà amb el PSV Team für Wien, retornant a través de la fusió a la Regionalliga amb el nou nom FAC Team für Wien.

## Palmarès
- Lliga austríaca de futbol:
  - 1917-18
- Segona divisió austríaca:
  - 1924-25
- Copa austríaca de futbol:
  - 1914-15, 1917-18[1]
- Campionat de Viena: 2
  - 1958-59, 1996-97

## Jugadors destacats
Jugadors que han jugat amb la selecció d'Àustria de futbol:
| - Franz Biegler: 1 - Josef Chloupek: 2 - Gustav Deutsch: 1 - Josef Deutsch: 3 - Ferdinand Humenberger: 2 | - Karl Humenberger: 1 - Karl Jiszda: 11 - Robert Juranic: 6 - Karl Kerbach: 1 - Gustav Kraupar: 9 | - Johann Kraus: 1 - Johann Müller: 2 - Karl Neubauer: 7 - Ernst Ocwirk: 2 - Peter Platzer: 7 | - Heinrich Plhak: 3 - Franz Radakovics: 1 - Rudolf Seidl: 2 - Otto Walzhofer: 1 - Friedrich Weiss: 1 |